# 布殊號驅逐艦 (DD-166)
布殊號驅逐艦（舷號DD-166）是一艘美國海軍建造的驅逐艦，為維克斯級驅逐艦的92號艦。她是美軍第一艘以布殊為名的軍艦，以紀念1812年戰爭時期的美國海軍陸戰隊軍官威廉·布殊（William Sharp Bush）。
布殊號在1918年於霍河造船廠開始建造，在同年下水，於1919年服役，其時第一次世界大戰已經結束。稍後布殊號留在大西洋執勤，於1922年退役封存。1936年布殊號退役除籍，並按倫敦海軍條約出售拆解。